# サイエンス・アンド・インヴェンション
『サイエンス・アンド・インヴェンション』（Science and Invention）は、1920年8月から1931年8月までヒューゴー・ガーンズバックによって刊行された通俗技術誌。

## 概要
ヒューゴー・ガーンズバックのエクスペリメンター出版では、1913年から『エレクトリカル・エクスペリメンター』を刊行していた。当初は無線を中心とした内容だったが、1918年6月号から"Science and Invention"（科学と発明）という副題が付けられ、内容は一般科学、化学、機械学へと拡大された。1920年8月号からは正式に題名を『サイエンス・アンド・インヴェンション』に変更した。それまでの無線や電子工作に重点を置いた誌面構成とは異なり、SF小説に重点を置いた紙面構成だった。
エクスペリメンター出版が1929年2月に破産し、破産管財人によりアーサー・リンチが編集長に任命された。エクスペリメンター出版の雑誌はB・A・マッキノン社に売却され、同社はエクスペリメンター出版に社名を変更した。しかし、世界恐慌の影響などにより収益が悪化し、1931年8月号を最後に業務を停止した。『ラジオニュース』と『アメージング・ストーリーズ』は別の出版社の下で継続されたが、『サイエンス・アンド・インヴェンション』は売却され、『ポピュラーメカニクス』誌に吸収された。